# Manuel Infante

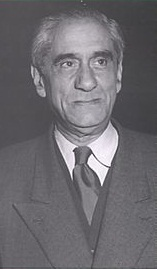
Manuel Infante

Manuel Infante (* 29. Juli 1883 in Osuna bei Sevilla; † 21. April 1958 in Paris) war ein spanischer Komponist und Dirigent.

## Leben und Werk
Infante studierte bei Enric Morera in Barcelona Klavier und siedelte 1909 nach Paris über, wo er Konzerte mit spanischer Musik dirigierte und sich der Komposition widmete. In Frankreich heiratete er auch die Cellistin Yvonne Cassadesus. Für Infantes eigene Kompositionen setzte sich insbesondere der Pianist José Iturbi ein.
Infante schrieb unter anderem eine Oper (Almanza), sein kompositorischer Schwerpunkt galt jedoch dem Klavier, für das er tänzerisch-virtuose, von der spanischen Volksmusik (insbesondere seiner andalusischen Heimat) geprägte Werke komponierte. Zu den bekannteren Kompositionen zählen seine 1921 entstandenen 3 Danzas andaluzas für 2 Klaviere.